# ان‌تی‌تی کامیونیکیشنز
ان‌تی‌تی کامیونیکیشنز (انگلیسی: NTT Communications) شرکت مخابرات ژاپنی است، که در سال ۱۹۹۹ تأسیس شد.